# Kulturfilme
Kulturfilme – seria niemieckich filmów edukacyjnych, zazwyczaj dokumentalnych, tworzonych od lat 20. XX wieku w wytwórni Universum Film Aktiengesekkschaft (UFA). Kulturfilme mogły być krótko- lub pełnometrażowe i podejmowały różne tematy, m.in. pochwałę aktywności fizycznej (Drogi do siły i piękna, 1925), rolę i przyszłość ludzkości w świetle wiedzy astronomicznej i fizycznej (Cud stworzenia, 1926), działanie psychoanalizy (Tajemnice duszy, 1926), hodowlę psów (Des Menschen Freund, 1924), tematykę medyczną, przyrodniczą, podróżniczą itp.
Kulturfilme były pokazywane w niemieckich szkołach, na uniwersytetach i w kinach; były też popularne poza granicami Niemiec.